# 푼기

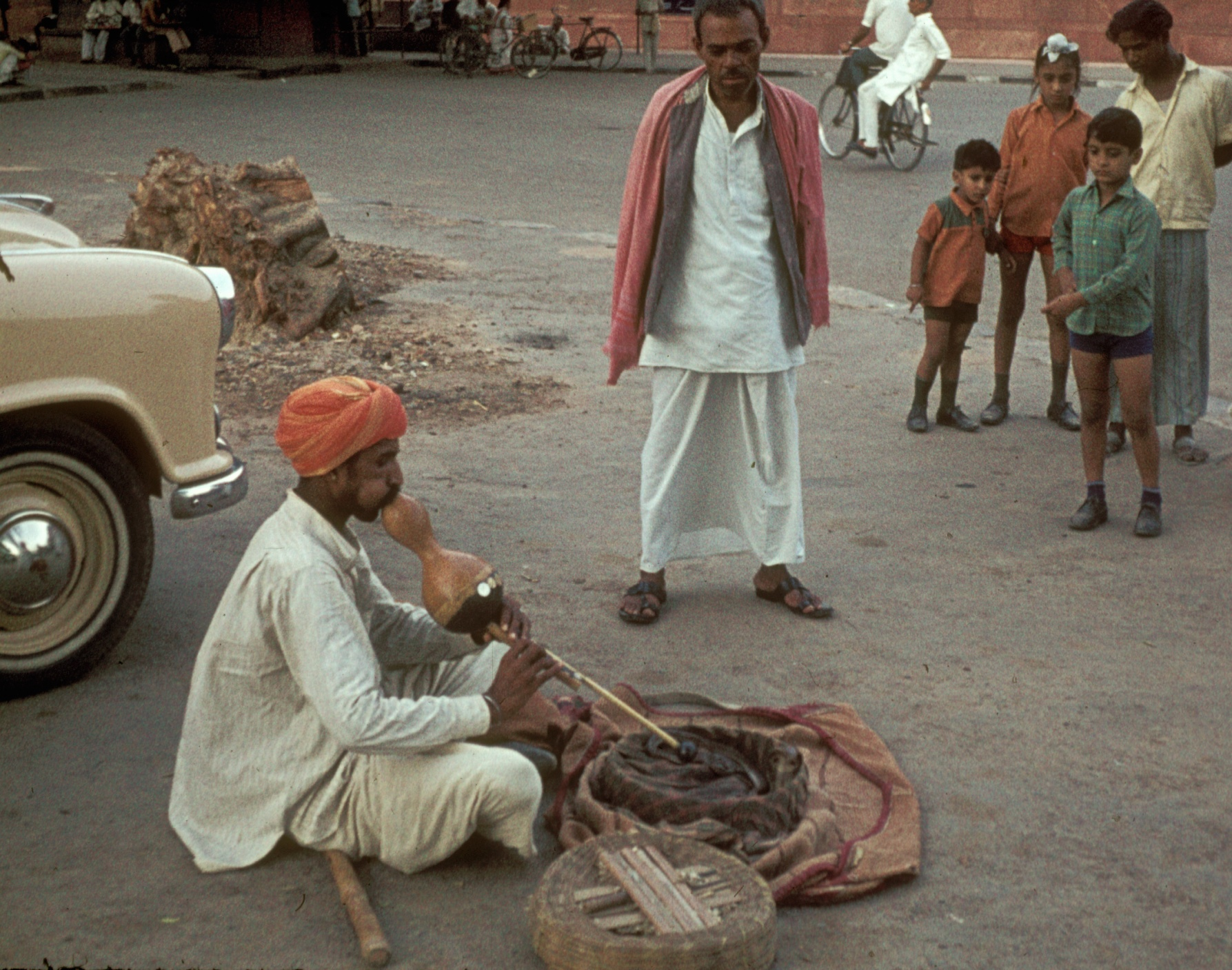
거리의 뱀 부리는 사람.

푼기(पुंगी) 또는 비나(बीन)는 인도 아대륙 지역의 관악기 중 하나로, 주로 길거리의 뱀을 부리는 사람이 쓴다.
호리병에 숨을 불어넣어 한 쌍의 관에 공기를 주입하는 구조로 되어 있다. 연주자는 순환호흡을 써서 끊기지 않고 악기를 불 수 있다.

## 같이 보기
- 호로사 — 중국의 비슷한 악기.